# Holdházy János
Holdházy János (Vác, 1840. február 18. – 1896. április 15.) választott püspök, győri kanonok, dégi apát, pápai (1883), komáromi (1885), rábai (1886), mosoni (1890), soproni (1893) főesperes.

## Élete

### Származása
Apai nagyapja Hausmann János (1771 - Püspökhatvan, 1823. szeptember 30.) uradalmi ispán volt. Vélhetően ő magyarosította Holdházy-ra gyermekei nevét. Édesapja, Holdházy János (Vác, 1804. október 8. - Pápa, 1851. október 24.) Vácott főjegyző majd a győri püspökségnél volt uradalmi tiszt. Édesanyja, Schóber Terézia (Győr, 1820. február 2. - Alcsút, 1887. június 12.), aki Győrött leánynevelő intézetet nyitott.
Szülei házasságából a következő gyermekek születtek:
- János (1840-1896)
- Mária (Vaszar, 1843. március 4. - Alcsút, 1925. január 2.), nevelőnő, aki az édesanyja által alapított intézetben, később a főhercegi háznál, József főherceg leányainak volt tanítója.
- Róza (Vác, 1841. május 13. - Győr, 1861. május 15.)
- Terézia (Vaszar, 1844. március 16. - Vaszar, 1844. április 15.).

### Pályája
Tanulmányait Győrött végezte, a teológiát ugyanott hallgatta. A fiatal papot Simor János győri püspök szentelte fel, 1862. augusztus 22-én. Felszentelése után győr-belvárosi káplán lett, majd ezután Simor püspök az udvarában alkalmazta szerpapi minőségben. Zalka János püspök - Simor utódja, 1867-től - pedig titkárává, utóbb, 1872-ben a kisebb papnövelde igazgatójává nevezte ki. Öt évig állt Holdházy e nevelőintézet élén. 1875 és 1877 között a jogakadémián tartott művelődéstörténeti előadásokat.
Testvére, Mária Rómer Flórisnak, József főherceg egykori nevelőjének javaslatára került Alcsútra a főherceg lányainak (Mária Dorottya, Margit, majd később Erzsébet és Klotild főhercegnők) nevelőnőjeként, ahol a gyerekek csak Marcsának hívták.
Később szintén Rómernak volt köszönhető, hogy 1877 novemberében Holdházyt meghívták József Károly Lajos főherceg 1872-ben illetve 1875-ben született fiainak, József Ágost és László főhercegek nevelőjének; ezt a feladatát 15 éven keresztül látta el. Nevelői pályájának befejezése után is baráti viszonyban maradt a főhercegi családdal. Ezen állásában Holdházyt többféle kitüntetés érte: a pápa titkos kamarásai közé iktatta, püspöke pedig 1882-ben a győri székesegyház kanonokává és címzetes apáttá (Dég) terjesztette fel kinevezés végett. Tíz évi szolgálatideje után a király a harmadosztályú Vaskorona-renddel tüntette ki. Amikor pedig 1892-ben távozott, hogy győri stallumát elfoglalja, tribunici választott püspökké nevezték ki. Ezután Győrött működött a káptalan kebelében, ahol a püspöki tanítóképző felügyelője, a katolikus kör elnöke, a városi törvényhatósági bizottság tagja volt. Számos cikke jelent meg napilapokban és folyóiratokban, úgymint a pápai Ifjusági Plutarchban, a Győri Történelmi és Régészeti Füzetekben és a Religioban.
Nevezetesebb egyházi irányú értekezései:
- A győri püspökség egyházhatósági területe
- A győri székesegyház
- Egyházi beszéd, melyet szent István király ünnepén 1875. aug. 20. a budai vártemplomban mondott. Győr. 1875

Élete végét a rák keserítette meg, az arcán keletkezett daganatot Bécsben operáltatta meg. Végül hosszú szenvedés után 1896. április 15-én reggel fél hétkor hunyt el.
Végrendeletében könyvtárát és vagyonát a győregyházmegyei könyvtárnak hagyta, azzal a kikötéssel, hogy annak évi kamatait nővére, Mária, haláláig élvezheti.
A főhercegi családdal haláláig bensőséges kapcsolatot ápolt. József főherceg Holdházy haláláról értesülve a következő üzenetet köldte testvérének, Máriának: "Egész családommal együtt osztjuk teljes szívből mély fájdalmát, midőn a jó Isten magához hivatta szeretett barátunkat. József főherczeg."

## A Holdházy-hagyaték
A Holdházy-hagyaték (mintegy 4000 kötetet hagyott az intézményre, melyek között 26 ősnyomtatvány is volt) ma a Győri Egyházmegyei Kincstár és Könyvtárban található, ahol egy terem is viseli nevét. A kanonok által összegyűjtött kis csomó erdélyi vonatkozású, többnyire fejedelmi iratokat tartalmaz.

## Külső hivatkozások
- Az apáti címről